# Šmartno, Cerklje na Gorenjskem
Šmartno je naselje v Občini Cerklje na Gorenjskem.